# Adalbertus Ranconis de Ericinio
Adalbertus Ranconis de Ericinio (tschechisch Vojtěch Raňkův z Ježova, lateinisch Albertus Ranconis de Ericinio; * um 1320 in Klein Jeschau, Taborer Kreis; † 15. August 1388 in Prag) war ein böhmischer Theologe und Philosoph, Rektor der Universität Paris und Kanoniker des Prager Domkapitels bei St. Veit.

## Leben
Adalbert stammte aus dem Landadelgeschlecht der Raňek aus Klein Jeschau. 1346 schloss er an der Sorbonne das Studium als Meisters der sieben freien Künste ab. Danach wurde er zum Prokurator der englischen Universitätsnation und 1352 zum Mitglied der Sorbonne berufen. 1355 folgte die Ernennung zum Rektor der Sorbonne. Neben seiner Tätigkeit an der musischen Fakultät setzte er sein Studium der Philosophie fort und legte 1363 das Baccalaureat ab.
Der Aufenthalt in Paris wurde durch Aufenthalte als päpstlicher Verwalter in Avignon und in Oxford unterbrochen. Hier lernte er Richard Fitzralph († 1360) kennen und schloss mit ihm Freundschaft. Mit 46 Jahren kehrte er nach Prag zurück und wurde zum Kanoniker des Prager Domkapitels ernannt, 1369 zu dessen Scholaster. In Prag kam es zu einem theologischen Streit mit Heinrich Totting von Oyta, den Adalbert der Häresie beschuldigte und ihn deshalb bei der Kurie in Avignon anklagte. Erst 1373 wurde Heinrich durch das päpstliche Gericht in Avignon freigesprochen. Vermutlich deshalb fiel Adalbert bei Kaiser Karl IV. in Ungnade und musste Prag verlassen. Er ging wieder nach Paris, wo er den akademischen Abschluss eines Doktor der Theologie erwarb. 1375 konnte er auf Fürsprache des Erzbischofs Johann von Jenstein nach Prag zurückkehren. Beim Begräbnis von Karl IV. durfte er die Grabrede halten.
Während des Abendländischen Schismas stellte er sich auf Seite des Papstes Urban VI., tolerierte aber die Gegenseite. 1386 kam es zu theologischem Zwist mit dem Prager Erzbischof und seinem früheren Förderer Johann von Jenstein. Hier trat er als Verteidiger des nationalen Staates gegen die Anhänger des päpstlichen Universalismus an und verfasste seine Meinung dazu in Apologia.
In seinen Predigten trat er als scharfer Kritiker der herrschenden Verhältnisse in der Kirche auf und freundete sich immer mehr mit dem Gedankengut der böhmischen Reformatoren an. Er korrespondierte mit Konrad von Waldhausen und war eng mit Johannes Milicius befreundet. Sein Vermögen vermachte er einer Stiftung, die bedürftige Studenten beim Studium der Theologie und Philosophie in Paris und Oxford unterstützte.

## Werke
Von seinen umfangreichen Schriften ist nur noch ein Teil erhalten, der jedoch sein tiefes Wissen und seine umfangreiche Bildung zeigt. Er kannte die Bibel, beschäftigte sich mit der antiken und mittelalterlichen Literatur und hatte umfangreiches Wissen in der Philosophie, der Theologie und im Recht. In seinen philosophischen Werken setzte er sich mit Platon, Aristoteles, Seneca, Boëthius und Wilhelm von Ockham auseinander. Alle seine Schriften hatte er in Latein verfasst.
Philosophische Werke
- Chvála filozofie, Antologie I, 1981;
- Philosophia vera docet, 1346

Theologische Werke
- De frequenti communione ad plebanum Martinum
- De scismate
- Řeč při pohřbu Karla IV., in Ján Vilikovský: Próza z doby Karla IV., 1938 (Rede anlässlich der Beisetzung Karls IV.)

Lyrische Werke
Carmen sive cantilena De evitatione amoris carnalis